# Short course prevention factor
Lo short course prevention factor (SCPF) è un fattore moltiplicativo o coefficiente usato nell'atletica leggera, e in particolare nella corsa su strada, per assicurare che la distanza misurata di una gara sia sufficientemente lunga.

## Esempi pratici
La World Athletics, federazione che governa l'atletica internazionale, così come la USA Track & Field, organo regolatore dell'atletica statunitense, specificano che il fattore SCPF deve essere 1,001. Tale coefficiente ha importanti implicazioni nell'omologazione dei record mondiali.
Tale fattore indica la tolleranza in aggiunta che la lunghezza del percorso può avere. Con una considerazione: uno SCPF di 1,001 non significa che una corsa di 10 km debba essere in realtà lunga 10 010 metri. Il coefficiente è fatto in modo che, al netto dell'oscillazione della bicicletta usata per la misurazione e delle piccole curve da fare per evitare ostacoli vari, la corsa debba essere lunga almeno la distanza annunciata. Tutte le corse certificate da 10 km devono essere maggiori o uguali a 10 000 metri, ma sono normalmente minori o uguali a 10 010, a seconda del misuratore e degli intralci presenti al momento della verifica della distanza.